# NGC 3494
NGC 3494 est une paire d'étoiles situées dans la constellation du Lion,. L'astronome allemand Wilhelm Tempel a enregistré la position de ces étoiles en 1882.